# Wolfgang Breuer (Wirtschaftswissenschaftler)
Wolfgang Breuer (* 10. Februar 1966 in Köln) ist ein deutscher Wirtschaftswissenschaftler und Hochschullehrer.

## Leben
Breuer studierte von 1985 bis 1989 Betriebswirtschaftslehre in Köln und Siegen. In Köln wurde er dann auch 1993 promoviert und habilitiert. Zuvor arbeitete er als Unternehmensberater für McKinsey & Company und als wissenschaftlicher Mitarbeiter an der Universität Köln.
1995 wurde er zum Professor für Betriebswirtschaftslehre an der Rheinischen Friedrich-Wilhelms-Universität Bonn berufen. 2000 wechselte er an die Rheinisch-Westfälische Technische Hochschule Aachen. Seine Forschungsgebiete sind Unternehmensbewertung, Finanzierungsentscheidungen, Kapitalmarktfragen und Immobilienökonomie.

## Veröffentlichungen (Auswahl)
- Wolfgang Breuer: Entscheidungen bei Sicherheit. 3., aktualisierte  Auflage. Gabler, Wiesbaden 2007, ISBN 978-3-8349-0559-8, S. 500.
- Wolfgang Breuer: Investition. Gabler, Wiesbaden 2000.
- Wolfgang Breuer: Das Regelinsolvenzverfahren. Beck, München 1998, S. 20.
- Wolfgang Breuer: Finanzierungstheorie: Eine systematische Einführung. Gabler, Wiesbaden 1998, ISBN 3-409-12942-1, S. 249.